# Antena de Oro 2004
La XXXII Edició dels Premis Antena de Oro, entregats el 24 de juliol de 2004 encara que corresponents a 2003 en una cerimònia a l'Hotel Mirasierra Suites de Madrid foren els següents:

## Televisió
- Paula Vázquez Picallo per La isla de los famosos.
- Cuéntame cómo pasó.
- Gente.
- Retransmissió de la Fórmula 1 a Telecinco.

## Ràdio
- Concha García Campoy per Hoy es domingo.
- Cadena COPE.
- El sonido de la Constitución.
- Alfons Arús i Leita.
- Iker Jiménez Elizari per Milenio 3.

## Trajectòria professional
- Rosa María Mateo.
- Joan Armengol i Costa.
- Hilario López Millán.

## Altres categories
- Antena extraordinària: Manuel Cobo Vega.
- Cinema: José Luis Garci.
- Música: Dúo Dinámico.
- Teatre: Lina Morgan.
- Toros: José Ortega Cano.
- Emissora local: Onda Rambla Tarragona.
- Ponferrada i l'alcalde de la Solana Diego García-Abadillo
- Tomás Pascual, president del Grup Pascual
- Enrique López, portaveu del Consell General del Poder Judicial[3]